# Zagrzewo
Zagrzewo (niem. Sagsau) – osada w Polsce położona w województwie warmińsko-mazurskim, w powiecie nidzickim, w gminie Nidzica.
W latach 1975–1998 miejscowość administracyjnie należała do województwa olsztyńskiego.

## Zabytki
- zespół dworsko-folwarczny[3]
  - park[4] z XIX w. zaprojektowany przez Ernsta Larassa (syn Johanna)
    - brama do parku z ogrodzeniem z drugiej połowy XIX w.

  - dwór neobarokowy i  parterowy  z 1905, od XX w. do 1945 własność rodziny von Franckenstein. Obiekt kryty dachem mansardowym. Od frontu ryzalit poprzedzony eliptycznym gankiem podtrzymującym taras.
  - gorzelnia z 1920[5]